# Era do Capital
Era do Capital é um livro escrito pelo historiador britânico Eric Hobsbawm.
Ele trata de eventos históricos ocorridos na Europa entre 1848 (Primavera dos Povos) e 1875, período que marca o início da Grande Depressão (em inglês, Long Depression, não confundir com a Grande Depressão que teve início em 1929).
É contada a história de uma sociedade que buscava consolidar o processo de transição do feudalismo para o liberalismo clássico, tendo como princípio guia na área econômica a livre iniciativa privada, por meio da qual esperavam conseguir uma melhor distribuição das riquezas materiais. Porém, o livro conta como o processo de industrialização afetou essa concepção e modificou esse pensamento no final do período investigado.
É contado também o avanço na moral e no conhecimento ocorrido no período.
No geral, o autor analisa as contradições do período, com o avanço da ciência, da razão, da economia do capitalismo industrial e das operações militares, que tinham sua origem também em focos reacionários que tinham por objetivo frear muitos desses avanços.